# 森本奈々美
森本 奈々美（もりもと ななみ、1988年2月27日 -）は北海道札幌市出身の日本の柔道家。52kg級の選手。身長は163cm。血液型はA型。組み手は右組み。得意技は内股。

## 経歴
柔道は父親の影響で4歳の時に始めた。札幌市立八軒中学校から札幌山の手高校に進むと、2年の時にはこの年から新設されたインターハイの女子個人戦48kg級で決勝まで進むも、藤村女子高校3年の山岸絵美に敗れて2位だった。
広島大学へ進学すると、2年の時には全日本ジュニアの決勝で藤枝順心高校2年の加賀谷千保に敗れた。3年の時には学生体重別の決勝で埼玉大学1年の斉藤美貴に敗れてまたも2位にとどまった。
2010年には了徳寺学園職員になると、体重別では初戦で中学生ながら講道館杯で3位になるなど注目されていた桐蔭学園高校1年の山本杏を有効で破るも、準決勝で三井住友海上の中村美里に大内刈で敗れて3位だった。東アジア選手権では個人戦で優勝するが、団体戦では2位だった。実業個人選手権では3位になった。引退後は了徳寺学園医療専門学校を卒業して柔道整復師になると、了徳寺グループ系列の両国みどりクリニックに勤務することとなった。なお、現役時代は強化選手から外れることや周囲の期待を裏切ることを恐れて懸命に練習してはいたが、柔道自体にあまり興味がなかったという。思ったような成績が残せず了徳寺学園職員を実質的に2年で解雇された際には、肩の荷が下りて解放されたような気分になり、正直嬉しかったと述べている。結婚後は市川姓になると、夫の影響でトライフォース五反田に所属してBJJを始めた。2018年には世界柔術選手権の女子アダルト青帯フェザー級で3位になった。2019年には世界柔術選手権4連覇を達成した湯浅麗歌子率いる「TEAM BJJ KUNOICHI」の一員として、桜庭和志プロデュースによるQUINTET FIGHT NIGHT3 in TOKYOに出場して2位となった。

## 主な戦績
- 2004年 -　インターハイ　2位48kg級
- 2006年 -　ロシアジュニア国際　3位
- 2006年 -　ドイツジュニア国際　3位
- 2007年 -　全日本ジュニア　2位
- 2008年　- 学生体重別　2位
- 2008年　- 講道館杯　5位
- 2010年　- 体重別　3位
- 2010年　- 東アジア選手権　個人戦　優勝　団体戦　2位
- 2010年　- 実業個人選手権　3位

(出典、JudoInside.com)